# Levantamiento de Greensboro de 1969
El levantamiento de Greensboro de 1969 ocurrió fue una serie de enfrentamientos con intercambio de disparos entre manifestantes estudiantiles, la policía y Guardia Nacional en los campus y los alrededores de la Escuela Secundaria James B. Dudley y la Universidad Estatal Técnica y Agrícola de Carolina del Norte (A&T) en Greensboro, en el estado de Carolina del Norte (Estados Unidos) del 21 al 25 de mayo. Durante los hechos murió el estudiante de segundo año con honores Willie Grimes, aunque se desconoce si el auditor del homicidio fue la policía o los manifestantes.
El levantamiento fue provocado por la percepción de problemas de derechos civiles en la escuela secundaria segregada, cuando a un candidato del consejo estudiantil se le negó su victoria aplastante por su activismo en el movimiento Black Power. El levantamiento comenzó en el campus de Dudley High School y se extendió al de A&T, donde los estudiantes se habían puesto de pie en apoyo. La escalada de violencia finalmente condujo a un enfrentamiento armado y la invasión del campus de A&T por lo que se describió en ese momento como "el asalto armado más masivo jamás realizado contra una universidad estadounidense". El levantamiento terminó poco después de que la Guardia Nacional barriera los dormitorios universitarios de A&T, llevando a cientos de estudiantes bajo custodia protectora.
Si bien los funcionarios locales culparon a los agitadores externos, un informe publicado por el Comité Asesor del Estado de Carolina del Norte a la Comisión de Derechos Civiles de los Estados Unidos encontró que la Escuela Secundaria James B. Dudley tenía un sistema injusto y reprimía la disidencia. Encontraron que la invasión de la Guardia Nacional era imprudente y desproporcionada con respecto al peligro real, y criticaron a los líderes de la comunidad local por no ayudar a los estudiantes de la escuela secundaria Dudley cuando surgieron los problemas. Declararon que era "un comentario triste que el único grupo en la comunidad que tomaría en serio a los estudiantes de Dudley fueran los estudiantes de A&T State University".

## Eventos

### En la Secundaria James B. Dudley
Antes de que los acontecimientos comenzaran a fusionarse en la primavera de 1969, ya reinaba el descontento entre los estudiantes de la escuela secundaria James B. Dudley. Estos habían perdifo fe en la desegregación del sistema escolar en Greensboro. Su escuela fue la única en el distrito que puso restricciones en la vestimenta de los estudiantes o prohibió que los estudiantes salieran del campus para almorzar. Pero el catalizador de su levantamiento fue su fracaso en elegir al presidente del consejo estudiantil de su elección.
A pesar de que no se le permitió en la boleta, los estudiantes intentaron colocar al estudiante de honor Claude Barnes en la oficina del presidente como un escrito. Un estudiante de último año, Barnes había sido políticamente activo en sus primeros años en la escuela, pero los funcionarios de la escuela lo temían, quienes lo consideraban un defensor militante del Black Power como miembro de la Juventud por la Unidad de la Sociedad Negra. Barnes ganó las elecciones con 600 votos, una victoria aplastante en comparación con el principal candidato oficial que recibió 200. Pero el cuerpo estudiantil fue informado el 1 de mayo de que Barnes no podría postularse.
Los estudiantes de Dudley High pidieron ayuda a A&T. A finales de los años 1960, A&T era un centro para el movimiento Black Power en el Sur. Se tomaron en serio a los estudiantes de Dudley. El 2 de mayo, los estudiantes de A&T intentaron unirse a las discusiones con los administradores de la escuela, pero sus varios intentos resultaron infructuosos.
La respuesta de enojo de los estudiantes comenzó a construirse, con un número creciente de estudiantes boicoteando las clases, y se vio a policías armados en las cercanías de la escuela con equipo antidisturbios. El 9 de mayo, el superintendente de la escuela le quitó el poder al director negro de la escuela y envió a un administrador blanco para tratar de resolver el problema. Los estudiantes hicieron varios intentos durante este período para llegar a una resolución pacífica con los funcionarios de la escuela, pero este administrador no adoptó un enfoque comprensivo o conciliador con los estudiantes.
El 19 de mayo, los acontecimientos comenzaron a llegar a un punto crítico. Se llamó a la policía para que se ocupara de los piquetes y, en medio de una supuesta mala conducta policial, nueve estudiantes fueron arrestados. La respuesta de los estudiantes dañó la escuela y resultó en más arrestos y lesiones.
El 21 de mayo, durante el horario escolar, los estudiantes se reunieron nuevamente cerca de la escuela. Se contactó a la policía cuando un oficial indicó haber visto un arma en uno de los estudiantes. Los esfuerzos de un administrador escolar para dispersar pacíficamente a los manifestantes fracasaron cuando algunos comenzaron a arrojar piedras a través de las ventanas de la escuela. La policía lanzó gas lacrimógeno contra los manifestantes, aplicándolo en un área más grande de la que podría haber sido necesaria para el pequeño porcentaje de estudiantes involucrados; en algunos casos, según los transeúntes de la residencia, los persiguieron y los gasearon por cuadras incluso cuando intentaban huir. Miembros de la comunidad, algunos de los cuales también se vieron afectados por los botes de gas lacrimógeno, comenzaron a arrojar piedras a la policía y los automóviles, mientras que los estudiantes de Dudley High fueron nuevamente a A&T para pedir ayuda.

### Universidad Estatal A&T de Carolina del Norte
La respuesta inicial a la situación en Dudley se había limitado a los miembros del recién creado Student Organization for Black Unity, pero los eventos del día llamaron la atención del campus en general. El activista estudiantil de A&T Nelson Johnson informó que 400 estudiantes marcharon en Dudley High.
Si bien al principio la violencia se contuvo con gases lacrimógenos y rocas, el tiroteo comenzó poco después. Johnson afirma que el primer tiroteo fue instigado por un coche lleno de jóvenes blancos que dispararon contra el campus de A&T, lo que llevó a los estudiantes a defenderse de la misma manera. La policía informa disparos de francotiradores desde los dormitorios a las 10:45 p. m. Dondequiera que comenzara, la policía comenzó a devolver el fuego en dos horas, y 150 guardias nacionales fueron enviados al lugar para mantener la paz. Dos estudiantes recibieron disparos. Uno de ellos, el transeúnte Willie Grimes, murió, aunque se desconoce si la policía o los manifestantes le dispararon. Grimes, de 22 años, había estado caminando con un grupo de amigos hacia un restaurante alrededor de la 1:30 a. m. cuando recibieron disparos de un automóvil que pasaba. Si el automóvil era un vehículo de la policía o no, ha sido objeto de controversia durante mucho tiempo.
La muerte de Grimes encendió el campus. Se declaró el estado de emergencia en Greensboro y se llamaron 500 miembros de la Guardia Nacional más. Se cerró la universidad y se estableció un toque de queda para las 8 p. m. a las 5 a. m. Durante el día 22 de mayo, la violencia continuó, ya que los manifestantes descargaron su ira contra los conductores blancos, volcaron autos y atacaron al menos a uno de los conductores. Esa noche, a pesar del toque de queda, se reanudó el tiroteo Temprano en la mañana del día 23, un tiroteo resultó en las heridas graves de cinco policías y dos estudiantes, al que siguió lo descrito en la tiempo por parte de un periodista como "el asalto armado más masivo jamás realizado contra una universidad estadounidense", con, según The Black Revolution on Campus de 2012, el descenso a A&T de 600 miembros de la Guardia Nacional, un tanque, un helicóptero, un avión y varios transportadores de personal. Un reportero de United Press International escribió que "parecía una guerra".
Sobre la base de información que sugiere que los estudiantes pueden tener una gran cantidad de armas, el entonces gobernador Robert W. Scott ordenó la invasión del dormitorio Scott Hall, el punto central del tiroteo. Aproximadamente a las 7:00 a. m., sostenida por humo, "náuseas" y granadas de gas lacrimógeno, la Guardia Nacional barrió el dormitorio, colocando a los estudiantes que encontraron bajo custodia protectora y causando daños por valor de decenas de miles de dólares. Muchos de los estudiantes estaban empacando para evacuar o durmiendo en el momento de la invasión. Más de 300 estudiantes de Scott Hall y dormitorios vecinos fueron enviados a prisiones estatales, donde fueron detenidos durante el día. Más de 60 agujeros de bala dejaron su huella en Scott Hall. Los estudiantes alegaron que durante la redada desaparecieron artículos personales. Cuando se completó el barrido, solo se habían localizado tres armas de fuego operables.
Para el día 24, la violencia estaba contenida. Se levantó el toque de queda y se retiró la Guardia Nacional. El levantamiento fue declarado finalizado el 25 de mayo.

## Secuelas
Al funeral de Willie Grimes asistieron 2.000 personas y se erigió un marcador en el campus en su memoria.
El gobernador Scott declaró que la violencia había sido incitada por un grupo de militantes incondicionales que habían aprovechado las elecciones de la escuela secundaria como catalizador para promover su propia causa. El 3 y 4 de octubre de ese año, se llevaron a cabo reuniones para investigar el incidente bajo la dirección del Comité Asesor del Estado de Carolina del Norte de la Comisión de Derechos Civiles de los Estados Unidos. Mientras los funcionarios locales continuaban culpando a "forasteros" y "radicales" por el evento, el comité encontró que el "sistema prevaleciente" en Dudley era injusto y que la escuela había reprimido la disidencia. criticar la inacción o la acción ineficaz de los funcionarios escolares y los líderes comunitarios, declararon que era "un comentario triste que el único grupo en la comunidad que tomaría en serio a los estudiantes de Dudley fueran los estudiantes de A&T State University". También condenaron la conducta de la redada de la Guardia Nacional en Scott Hall, que puso en peligro a estudiantes inocentes y parecía desproporcionada con el riesgo real, escribiendo que "es difícil justificar la anarquía y el desorden en el que se ejecutó esta operación. "
En 1979, Jack Elam, alcalde de Greensboro durante el evento, expresó su malestar con la barrida de Scott Hall, pero —aunque estuvo de acuerdo en que la comunicación había sido deficiente— declaró que el informe del comité era una "broma". Johnson, quien había sido arrestado por incitar a los estudiantes de Dudley a disturbios y quien fue fundamental para que el comité revisara la situación, escribió más tarde que la comunidad ignoró el informe del Comité Asesor. La ciudad empleó policías negros adicionales, aunque en 1979 el número de policías negros todavía no era representativo de la proporción de residentes negros del área.
2008 vio el lanzamiento de un documental que relata el evento, Walls that Bleed.